# Ángel Torres Quesada
Ángel Torres Quesada, escritor español de literatura de ciencia ficción nacido en Cádiz, Andalucía, en 1940.

## Biografía
Sus inicios fueron dentro de la categoría pulp del género en la colección Luchadores del Espacio de Editora Valenciana con la novela Un mundo llamado Badoom (1963), aunque el grueso de su carrera dentro de la literatura de ciencia ficción popular o de bolsilibros estuvo dentro de la barcelonesa Editorial Bruguera, donde firmó sus novelas con pseudónimos como Alex Towers y A. Thorkent, y donde desarrolló la Saga del Orden Estelar, la segunda serie de novelas de ciencia ficción más importante publicada en España por detrás de la Saga de los Aznar, de Pascual Enguídanos (George H. White).
En la década de 1970, Torres Quesada dio el salto a la "literatura seria" de ciencia ficción, escribiendo clásicos como La trilogía de las islas, El círculo de piedra (premio UPC 1991) Las grietas del tiempo, Los sicarios de Dios, Sombras en la eternidad (obra ganadora en la Semana Negra de Gijón) o Los vientos del olvido, una de sus mejores novelas, que resultó profética por retratar, siete años antes de los atentados del 11 de septiembre de 2001 en los Estados Unidos, las consecuencias de las políticas antiterroristas de la administración Bush.
También ha escrito relatos experimentales, como su tríptico Amanecer/Atardecer/Anochecer en la playa y, en 2010, el Grupo Editorial AJEC le publicó la novela Las Sendas Púrpuras, con la que había resultado finalista del premio Minotauro de literatura fantástica en 2006. En 2011 publica Estigia (ubicada en el mismo universo que Los vientos del olvido, en el que se ha producido la persecución y el exterminio del islam) y En la ciudad oscura (premio Minotauro 2009), en 2014 El aliento de la oscuridad con Silente Ediciones y, en 2015, la Editorial Dalya de San Fernando publica El final del origen, que recupera los mismos protagonistas de Sombras en la eternidad, la obra ganadora de la Semana Negra de Gijón en su edición del año 2000.

## Obra:[4]

### Novelas y novelas cortas
- Un mundo llamado Badoom (1963)
- La amenaza del infinito (1971)
- Los mercenarios de las estrellas (1971)
- Un trazo de luz (1971)
- Los comandos del Sol (1972)
- Los brujos de Lero (1972)
- Los conquistadores de Ruder (1972)
- Los enemigos de la Tierra (1972)
- Los hombres de Arkand (1972)
- Mercaderes del espacio (1972)
- Muerte en Undar (1972)
- Mundo Olvidado (1972)
- Rastros en el espacio (1972)
- Un planeta llamado Khrisdal (1972)
- Rebeldes en Dangha (1973)
- Enigma en Sural (1977)
- Guerra galáctica (1977)
- Cita en el futuro (1977)
- Dios de Dhrule I (1980)
- Dios de Dhrule II (1980)
- Destino: Deneb IV (1980)
- El imperio de Ornax (1980)
- Salto al futuro (1980)
- Las huellas del Imperio (1980)
- Dios de Kerlhe I (1981)
- Camino abierto a las estrellas (1983)
- Caronte en el infierno (1984)
- Walkar bajo el terror (1984)
- Aliado de la Tierra (1984)
- Las murallas de Hongara (1985)
- El planeta de la luna roja (1985)
- El enigma de la Luna (1985)
- Cadete del espacio (1985)
- La furia de los malditos (1985)
- El digno de Wrangull (1985)
- El hacedor de mundos (1985)
- La extraña aventura de Caronte (1985)
- El día que llegaron los Kherles (1985)
- Una línea en el espacio (1985)
- Los amos del sello (1985)
- Pasaporte a las estrellas (1985)
- Y los Kherles dijeron... (1985)
- Dios de Kerlhe II (1981)
- Las islas del infierno (1988)
- Las islas del paraíso (1988)
- Las islas de la guerra (1988)
- La dama de plata (1990)
- El círculo de piedra (1992)
- Whyharga (1993)
- Los vientos del olvido (1995)
- Las grietas del tiempo (1998)
- Un paraíso llamado Ara (1999)
- Los sicarios de Dios (2001)
- Sombras en la eternidad (2001)
- Mundo de leyendas (2010)
- Las Sendas Púrpuras(2010)
- En la ciudad oscura (2011)
- Estigia (2011)
- El aliento de la oscuridad (2014)
- El final del origen (2015)

### Relatos
- Centro de violencia controlada (1968)
- Un asunto endemoniado (1979)
- El ángel malo que surgió del sur (1981)
- Derecho de captura (1983)
- El día que nevó muerte (1983)
- Sueños (1994)
- Machote, machote (1995)
- El destino del empalador (1996)
- La colina del brezo (1997)
- Amanecer en la playa (1997).
- Tres milenios… más o menos (1999)
- Ciclos (1999)
- Volvieron de otro mundo (2001)
- El visitante (2001)
- El trovador (2001)
- Las pelotas que vinieron del espacio (2001)
- Dos milenios… más o menos (2001)
- Los desafiantes (2001)
- Un casino para el infierno (2001)
- Ya sólo nos queda Pharir (2002)
- El hierro y la piedra (2002)
- Fuego eterno (2002)
- Atardecer en la playa (2004)
- Anochecer en la playa (2005)

## Premios
- 1991: Premio UPC por El círculo de piedra
- 1994: Premio Domingo Santos por Sueños -Finalista.
- 1996: Premio Domingo Santos por El destino del empalador -Finalista.
- 1997: Premio Domingo Santos por Se vende tiempo -Finalista.
- 1998: Premio Alberto Magno de relato por Un paraíso llamado Ara -Finalista.
- 2001: Beca Pepsi de la Semana Negra de Gijón por Sombras en la eternidad.
- 2001: Premio Alberto Magno de relato por El visitante -Finalista.
- 2004: Premio Gabriel a la labor de una vida, otorgado por la Asociación Española de Fantasía y Ciencia Ficción.[5]
- 2006: Premio Minotauro por Las Sendas Púrpuras.
- 2009: Premio Minotauro por En la ciudad oscura.